# Prowincja Olbia-Tempio
Prowincja Olbia-Tempio (wł. Provincia di Olbia-Tempio, gall. Pruvincia di Tarranoa-Tempiu, sard. Provintzia de Terranoa-Tempiu) – prowincja we Włoszech.
Nadrzędną jednostką podziału administracyjnego jest region (tu: Sardynia), a podrzędną jest gmina.
Działała do 4 lutego 2016.
Liczba gmin w prowincji: 26.